# Nicòmac de Tebes
Nicòmac de Tebes (en llatí Nicomachus, en grec antic Νικόμαχος "Nikómakhos") fou un pintor grec molt distingit, que segons Plini el Vell havia nascut a Tebes, a Beòcia.
Era fill i deixeble del pintor Aristodem, germà gran i mestre del gran pintor Aristides de Tebes, i també el pare i el mestre d'Arístocles. Va florir sota Aristrat de Sició i Filip de Macedònia cap a l'any 360 aC. Era contemporani, encara que més gran, d'Apel·les de Colofó i Protògenes de Rodes.
És molt elogiat pels antics autors. Ciceró diu que les seves pintures eren perfectes en cada detall. Plutarc compara les seves pintures amb els poemes d'Homer, que posseïen la mateixa força i gràcia i semblava que fossin executades sense cap esforç. Vitruvi diu que si no va ser més famós era per culpa d'unes circumstàncies accidentals. Plini el Vell diu que usava només quatre colors i l'ocre d'Erètria per les ombres, tal com feia Parrasi. Va ser un dels pintors més ràpids, i Plini explica que Aristrat, tirà de Sició li va encarregar de pintar el monument al poeta Telestes i va posposar la feina fins que amenaçat pel tirà, que li havia donat un termini, s'hi va posar només uns dies abans de finalitzar la data límit i ho va acabar a temps amb molta habilitat.
Entre les seves obres Plini esmenta el Rapte de Proserpina penjada al santuari de Juventa, situat al temple de Minerva que hi havia a l'interior del Temple de Júpiter Capitolí. Una Victòria amb un carro de quatre cavalls (quadrigam in sublime rapiens) també al Capitoli. Una figura d'Apol·lo i Diana. Cibeles cavalcant sobre un lleó. Una imatge que va ser molt celebrada d'una bacanal on les dones van ser sorpreses per sàtirs. Escil·la col·locada al temple de la Pau a Roma. Un Ulisses amb un píleu. A més Plini menciona una inacabada pintura dels Tindàrides, els fills de Tindàreu, i diu que les obres inacabades de Nicòmac van ser més alabades que les que havia fet, tot i la seva perfecció.
Alguns importants deixebles seus van ser el seu germà Aristides, el seu fill Arístocles, Filoxenes d'Erètria i Coribes.